# Michail Jaroslawitsch

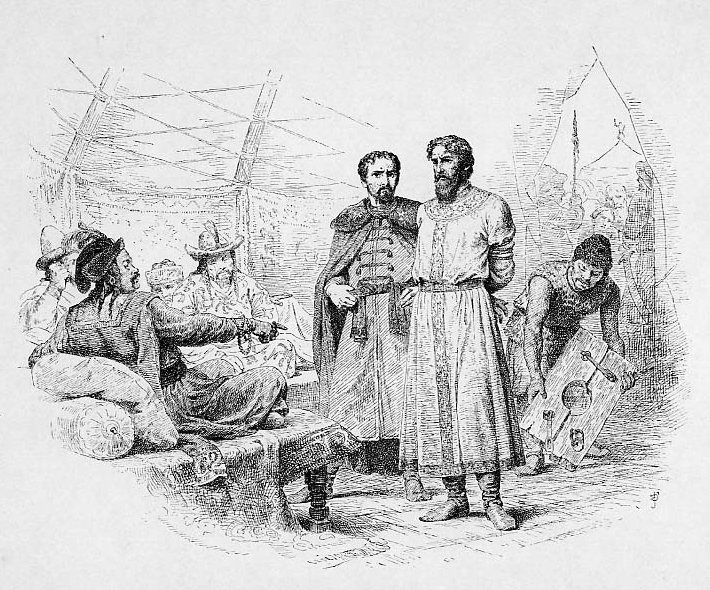
Michail Jaroslawitsch vor dem Mongolenkhan

Michail Jaroslawitsch (russisch Михаи́л Яросла́вич; * 1271; † 22. November 1318) war ab 1304 Großfürst von Twer und Wladimir.

## Herkunft
Michail Jaroslawitsch stammt aus der Dynastie der Rurikiden und zwar aus der  Linie der Großfürsten  von Wladimir, die  auf Juri Wladimirowitsch genannt  Dolgorukij (Langhand) († 1157),  Fürst von Rostow, Großfürst von Kiew und Gründer von Moskau,  zurückgeht.
Michails Vater war Jaroslaw III. Jaroslawitsch (* 1230, † 1272), Fürst von Perjeslawl, 1247 Großfürst von Twer, 1253 Fürst von Pskow und Fürst von Nowgorod und von 1264 bis 1271 Großfürst von Wladimir.
Seine Mutter war Ksenia Jurewna, eine Tochter des Bojaren Juri Michailowitsch aus Nowgorod, die seit 1263 die zweite Ehefrau seines Vaters war.

## Leben
Michail hatte einen älteren Halbbruder aus der ersten Ehe seines Vaters, Swjatosaw Jaroslawitsch, der 1266 Fürst von Pleskau wurde und 1271 dem Vater  als Großfürst von Twer nachfolgte.  Da Großfürst Swjatosaw  ohne Nachkommen starb, wurde Michail 1282/85 zu seinem Nachfolger als Großfürst von Twer, wurde 1312 Fürst von Nowgorod und regierte von 1315 bis 1318 als Großfürst von Wladimir.
In Michails Herrschaftszeit fällt der erbittert ausgefochtene Konflikt um die Vorherrschaft in der Rus mit dem Fürstentum Moskau. Die Auseinandersetzungen entzündeten sich an der Großfürstenwürde. Sie begann am Anfang des 14. Jahrhunderts nach einer Zeit des Niedergangs wieder attraktiver zu werden, weil sich abzeichnete, dass der Khan der Goldenen Horde das Eintreiben der Steuern dem Großfürsten überlassen würde. Als 1304 Großfürst Andrej starb, war gemäß dem Senioratsprinzip sein Neffe Michail der berechtigte Nachfolger und wurde von Khan Tohtu auch eingesetzt. Zuvor hatte jedoch Fürst Jurij Daniilowitsch von Moskau seinen Anspruch auf die Großfürstenwürde angemeldet. Auch nach der Entscheidung des Khans ging Jurij, verbündet mit der Handelsstadt Nowgorod, weiter gegen Michail vor, worauf Jurij vom neuen Khan Usbek 1312 an den Mongolenhof vorgeladen wurde und dort zwei Jahre bleiben musste. In dieser Zeit gelang es Jurij jedoch, den Khan auf seine Seite zu ziehen: Er erhielt die Hand von Özbegs Schwester Kontschaka, einen Jarlyk über die Großfürstenwürde von Wladimir und militärische Unterstützung. Unter einem Vorwand, das sich die Einwohner von Twer den Feinden der Tataren, den Litauern hingezogen fühlten, setzte Jurij seine Truppen gegen Twer in Marsch, nachdem er sich auch mit Nowgorod verbündet hatte.
Im Juni 1317 musste der Moskauer Jurij allerdings eine Niederlage gegen Michail Jaroslawitsch einstecken. Unter anderem geriet Kontschaka in Michails Gefangenschaft. Dieser Erfolg brachte dem Fürsten von Twer nur Unheil. Die Frau des Moskauer Fürsten starb unter ungeklärten Umständen. Jurij zögerte keinen Augenblick, wandte sich an den Khan und beschuldigte dort Michail der vorsätzlichen Tötung seiner Frau, womit er das Schicksal des Großfürsten besiegelte. Jurij erhielt den Großfürstentitel und Özbeg zitierte Michail vor sich. Michail wollte seine Stadt Twer nicht einer Verwüstung preisgeben und erschien vor dem Khan. Özbeg verurteilte Michail: „Du hast dem Khan den Tribut nicht abgeliefert, du hast gegen den Gesandten gekämpft, du hast die Fürstin des Großfürsten Juri getötet.“  Dem Großfürsten wurde ein Joch umgelegt, er wurde unter erniedrigenden Umständen gefangen gehalten und gefoltert und letztlich im Winter 1318 erstochen.
Wegen seines Todes durch die Mongolen wurde Michail 1549 in der orthodoxen Kirche heiliggesprochen.

## Ehe und Nachkommen
Im Jahre 1294 heiratete Michail Jaroslawitsch die Prinzessin Anna Dimitriewna von Rostow (* um 1280, † 3. Oktober 1368), die 1650 als Anna von Kaschin heiliggesprochen wurde. Sie war eine Tochter des Dimitri Borissowitsch (* 11. September 1253, † 1293/94), der  1276–1286 Fürst von Rostow und 1289 Fürst von Uglitsch war.
Nachkommen
- Dimitri II. Michailowitsch „Groznye Otschi“ (mit dem drohenden Blick) (* 15. September / Oktober 1299, † hingerichtet  durch die Mongolen zu Sarai am 15. September 1326), seit 1318 Großfürst von Twer, Großfürst von Wladimir (1322–1326),  ⚭ 1320 Marija Prinzessin von Litauen († 1348), Tochter von Großfürst Gediminas von Litauen (1316–1341 ) (keine Kinder)
- Feodora Michailowna (* 11. Oktober 1300,  †?) (unvermählt)
- Alexander I. Michailowitsch (* 7. Oktober  1301, † 29. Oktober 1339) Großfürst von Wladimir  und von Twer (1326–1327), 1328 Fürst von  Nowgorod und  Pleskau, Großfürst von Twer  (1337–1339), ⚭ 1320 Anastasia Jurjewna Prinzessin von Galizien, eine Tochter von Juri I. Lewowitsch König von  Galizien (1301–1308) (Nachkommen: die Großfürsten von Twer (bis 1486), die  Fürsten von Cholm und von Mikulin)[5]
- Konstantin Michailowitsch (* 1306, † 1346), Großfürst von Twer ( 1327–1337 und 1339–1346), Fürst von Dorogobusch, ⚭ I. 1320 Sofja Jurjewna Prinzessin von Wladimir, Tochter von Jurij I. Daniilowitsch (* 1281, † ermordet 21. November 1325)  Großfürst von  Wladimir (1318–1322)  Fürst von Moskau (1303–1325);[6] ⚭ II. Eudoxia Ne, († 1264) (Nachkommen aus erster Ehe: die Fürsten von Dorogobusch, später die Fürsten Dorogobuiski und die die Fürsten Tschernjatinski)
- Wassili Michailowitsch († 1367/68), 1339 Fürst von Katschin, Großfürst von Twer (1349–1367) ⚭ 1329 Jelena Iwanowna Prinzessin von Brjansk, († nach 1379), Tochter von Iwan Romanowitsch Fürst von Brjansk (Nachkommen: die Fürsten von Katschin)[7]